# Hypotacha nigristria
Hypotacha nigristria là một loài bướm đêm trong họ Erebidae.